# Lampyroidea maculata
Lampyroidea maculata is een keversoort uit de familie glimwormen (Lampyridae). De wetenschappelijke naam van de soort is voor het eerst geldig gepubliceerd in 2004 door Geisthardt.